# Soňa Pertlová
Soňa Pertlová (Třinec, 24 de marzo de 1988 – Třinec, 8 de mayo de 2011) fue una ajedrecista checa.
Pertlová fue campeona sub-12 de la República Checa en 2000, campeona sub-16 en 2002 y sub-20 en 2007. Acabó segunda en los Nacionales sub-18 en 2006.
Jugó en el equipo checo en las Olimpiadas de ajedrez de 2008 en Dresde, haciendo 4 puntos en 6 partidos, mientras estaba siendo tratada de su cáncer, y en los Campeonatos Europeos en 2005 y 2009. Recibió el título de Maestra FIDE (WFM) en 2006 y Maestra Internacional en 2008. Colaboró en el programa de ajedrez de la televisión checa llamado V šachu.